# Finitizam (filozofija)
Pojam Finitizam (od latinskog finire: ograničiti, omeđiti, odatle finitus: određen, ograničen) koristi se ponekad u filozofiji, odnosno filozofskoj antropologiji, za označavanje onih koncepcija koje ističu načelnu i neizbježnu konačnost ljudskog bića, kojem ono beskonačno (transcendentno, metafizičko, Bitak, ono što pripada Bogu ili bogovima isl.) uvijek izmiče. (Drugačije značenje pojam Finitizam ima u filozofiji matematike. Pogledajte članak Finitizam (u matematici).)
Čovjeku su u njegovom osobitom načinu egzistencije, svojstvene granice, koje nikad ne može prekoračiti, koliko se god on trudio i koliko mu god težnja za tim bila urođena. U antičkoj filozofiji ta je misao samorazumljiva, iako ljudski um nužno teži ka beskonačnosti, kao kod Platona spoznaji čistih ideja. Beskonačnost koja je ljudskom biću dostupna uvijek je samo potencijalna: uvijek se mogu postavljati sljedeća pitanja, kao što se iza svakog prirodnog broja može postaviti sljedeći, ali nikada se ne može postići odgovore na beskonačan broj pitanja koje čovjek može postići (aktualna beskonačnost). Tako Sokrat (u Platonovim dijalozima) postavlja tezu da samo čovjek "teži ka mudrosti" (tj. ima potrebu za filozofijom jer bogovi mudrost posjeduju, a životinje i ne mogu postaviti pitanje koje prekoračuje njihovo neposredno postojanje.
Kršćanstvo zasniva vjeru da je dostignuće konačnog odgovora na beskonačan problem ipak moguće. Čovjek taj beskonačni ponor ne može preskočiti (pa su napori filozofa uzaludni), ali Bog to može, i on je to učinio utjelovljujući se kao Isus Krist.
Novovjekovna filozofija započinje međutim s vjerom u beskonačnu moć ljudskoga uma da iz sebe samog dostigne i utemelji se u onome beskonačnome. Od Descartesa, to izaziva napetost i borbu filozofskih škola, koja se može označiti oprekom između infinitizma (kao što je Hegelov i Marxov i finitizma (npr. kod Kanta i Heideggera). Tome je bliska i opreka između racionalizma i empirizma. Popperova kritika (u njegovom slavnom djelu 0tvoreno društvo i njegovi neprijatelji) totalitarnih tendencija u filozofiji od Platona do Marxa, kritika je njihovog infinitizma. I unutar kršćastva, također, opreka nastavlja živjeti (npr. u stalnoj obnovi milenarističkih pokreta).
Ovu opreku koristi npr. suvremeni hrvatsko-brazilski filozof Željko Loparić u svojoj knjizi Optuženik Heidegger. esej o opasnosti filozofije. Ona ipak izaziva i neke nejasnoće oko toga koji je točno kriteriji svrstavanja, te zbog toga što radikalno različite koncepcije mogu biti svedene pod istu oznaku "finitizam" ili "infinitizam". Zato ova terminologija nije u filozofiji široko prihvaćena.